# Tetradecyltrimethylammoniumoxalat
Tetradecyltrimethylammoniumoxalat ist ein kationisches Tensid. Ein Handelsname ist Catrimox-14.

## Eigenschaften
Tetradecyltrimethylammoniumoxalat wird in der Biochemie zur RNA-Extraktion eingesetzt. Es bildet Komplexe mit RNA und DNA. Weiterhin wird es zur Verlängerung der biologischen Halbwertszeit von RNA in Lösungen verwendet. Analoga von Tetradecyltrimethylammoniumoxalat sind unter anderem die Halogensalze des Tetradecyltrimethylammoniumions.